# Francisco León Fandós
Francisco León Fandós (Samper de Calanda, Teruel, 1926 - Almería, 2012) fue un futbolista español que jugaba en la posición de delantero.

## Trayectoria
Comenzó jugando en varios equipos regionales y, posteriormente, en los equipos catalán y zaragozano del Club Deportivo Villanueva y de la Sociedad Deportiva Escoriaza, respectivamente. En 1949 debutó en Segunda División con el Club Atlético Osasuna; después fichó por el Racing de Santander, equipo con el debutó en Primera División el 9 de septiembre de 1951 en el estadio de Riazor contra el Deportivo de la Coruña, esa temporada fue el partícipe de que el equipo mantuviera la categoría, ya que anotó diez goles en los nueve partidos ligueros de permanencia. 
Francisco León marcó el gol 500 del Racing de Santander en Primera División en el estadio del Celta de Vigo. En 1955 se incorporó al Cádiz CF, con el que disputó dos temporadas en Segunda División, y después se incorporó al Atlético Almería, equipo con el que consiguió el ascenso a Segunda División en 1958 y donde permaneció hasta la temporada 1960-61.

## Selección nacional
Mientras jugaba en el Racing de Santander fue preseleccionado para un partido con la Selección Española B en el Estadio Metropolitano de Madrid.

## Clubes
| Equipo              | País   | Año       |
| ------------------- | ------ | --------- |
| CA Osasuna          | España | 1949-1951 |
| Racing de Santander | España | 1951-1955 |
| Cádiz CF            | España | 1955      |
| Atlético Almería    | España | -1961     |